# Religion de l'Égypte antique

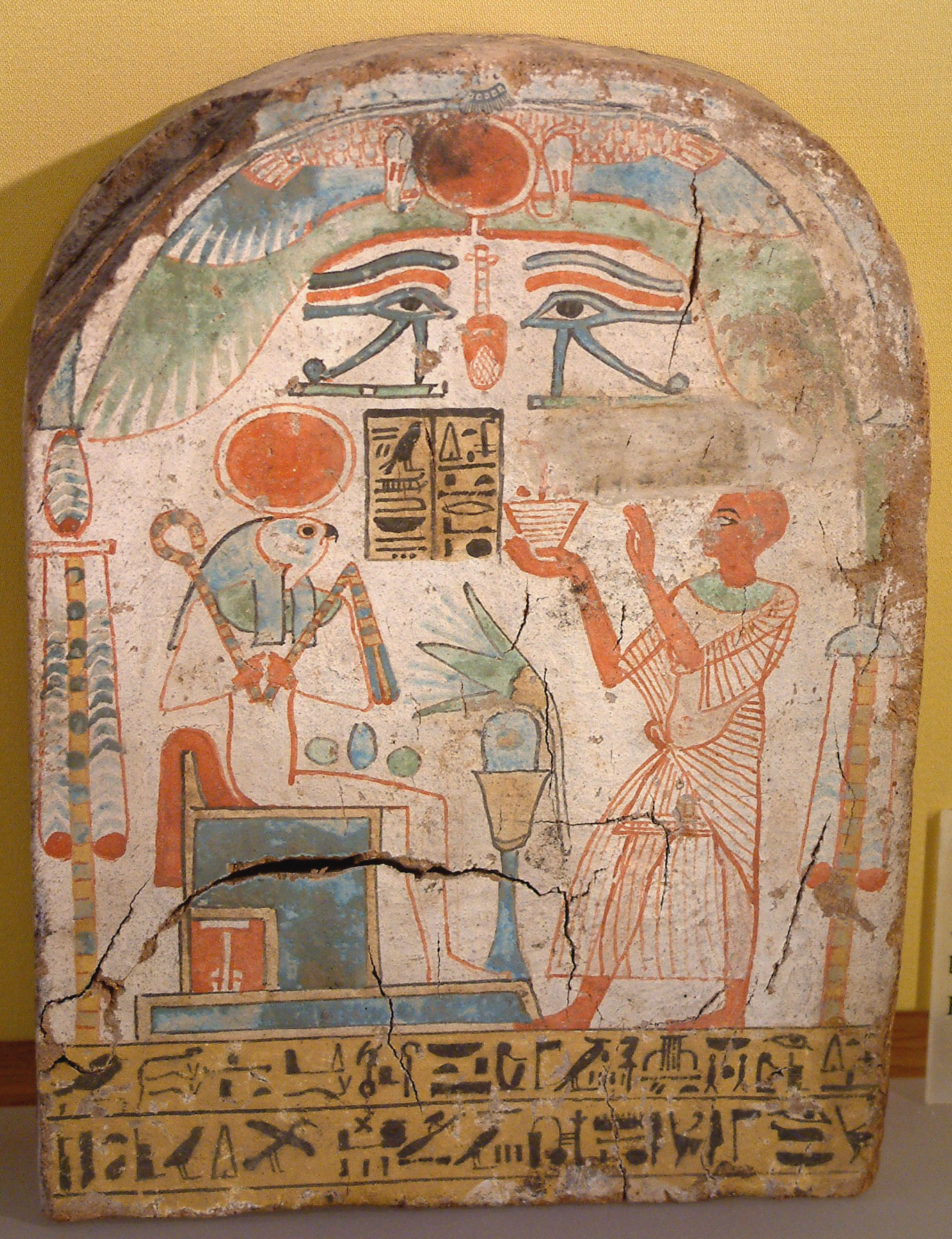
Le prêtre Padiouiset offre de l'encens au dieu Rê-Horakhty-Atoum

La religion de l'Égypte antique est un système complexe de croyances et de rituels polythéistes qui faisaient partie intégrante de la culture égyptienne antique. Il est centré sur les interactions des Égyptiens avec de nombreuses divinités censées être présentes et contrôler le monde. Des rituels tels que la prière et les offrandes sont fournis aux dieux pour gagner leur faveur. Pratique religieuse formelle centrée sur les pharaons, les dirigeants de l'Égypte, censés posséder des pouvoirs divins en vertu de leurs positions. Ils agissent comme intermédiaires entre leur peuple et les dieux, et sont obligés de soutenir les dieux par des rituels et des offrandes afin qu'ils puissent maintenir la Maât, l'ordre du cosmos, et repousser Isfet, qui est le chaos. L'État consacre d'énormes ressources aux rituels religieux et à la construction de temples.
Les individus peuvent interagir avec les dieux à leurs propres fins, en appelant à l'aide par la prière ou en obligeant les dieux à agir par magie. Ces pratiques sont distinctes mais étroitement liées aux rituels et institutions formels. La tradition religieuse populaire est devenue plus importante au cours de l'histoire égyptienne à mesure que le statut du pharaon déclinait. La croyance égyptienne en l'au-delà et l'importance des pratiques funéraires sont évidentes dans les grands efforts déployés pour assurer la survie des âmes après la mort - via la fourniture de tombes, d'objets funéraires et d'offrandes pour préserver les corps et les esprits des défunts.
La religion a ses racines dans la préhistoire de l'Égypte et a duré 3 500 ans. Les détails de la croyance religieuse ont changé au fil du temps à mesure que l'importance de certains dieux augmentait et diminuait, et que leurs relations complexes évoluaient. À diverses époques, certains dieux sont devenus prééminents sur les autres, notamment le dieu solaire Rê, le dieu créateur Amon et la déesse mère Isis. Pendant une brève période, dans la théologie promulguée par le pharaon Akhenaton, un dieu unique, Aton, a remplacé le panthéon traditionnel. La religion et la mythologie égyptiennes antiques ont laissé de nombreux écrits et monuments, ainsi que des influences significatives sur les cultures anciennes et modernes.

## Croyances
Les croyances et les rituels font partie intégrante de tous les aspects de la culture égyptienne. La langue égyptienne ne possédait aucun terme correspondant au concept européen moderne de religion. La religion égyptienne antique consiste en un ensemble vaste et varié de croyances et de pratiques, liées par leur focalisation commune sur l'interaction entre le monde des humains et le monde du divin. Les caractéristiques des dieux qui peuplaient le royaume divin étaient inextricablement liées à la compréhension qu'avaient les Égyptiens des propriétés du monde dans lequel ils vivaient.

### Divinités
Les Égyptiens croyaient que les phénomènes de la nature étaient des forces divines en soi. Ces forces déifiées comprenaient les éléments, les caractéristiques animales ou les forces abstraites. Les Égyptiens croyaient en un panthéon de dieux, qui étaient impliqués dans tous les aspects de la nature et de la société humaine. Leurs pratiques religieuses tentaient de soutenir et d'apaiser ces phénomènes et les transformer en avantage pour les Hommes. Ce système polythéiste était très complexe, car on croyait que certaines divinités existaient dans de nombreuses manifestations différentes, et certaines avaient de multiples rôles mythologiques. À l'inverse, de nombreuses forces naturelles, comme le Soleil, étaient associées à plusieurs divinités. Le panthéon diversifié allait des dieux ayant des rôles vitaux dans l'univers aux divinités mineures ou « démons » aux fonctions très limitées ou localisées. Cela pouvait inclure des dieux adoptés de cultures étrangères, et parfois des humains : les pharaons décédés étaient censés être divins, et parfois, des roturiers distingués tels Imhotep étaient également déifiés.
Les représentations des dieux dans l'art n'étaient pas conçues comme des représentations littérales de la façon dont les dieux pourraient apparaître s'ils étaient visibles, car la vraie nature des dieux était considérée comme mystérieuse. Au lieu de cela, ces représentations ont donné des formes reconnaissables aux divinités abstraites en utilisant des images symboliques pour indiquer le rôle de chaque dieu dans la nature. Cette iconographie n'était pas fixe et de nombreux dieux pouvaient être représentés sous plusieurs formes.
De nombreux dieux étaient associés à des régions particulières en Égypte où leurs cultes étaient les plus importants. Cependant, ces associations ont changé au fil du temps, et elles ne signifiaient pas que le dieu associé à un lieu en était originaire. Par exemple, le dieu Montou était le patron originel de la ville de Thèbes. Au cours du Moyen Empire, cependant, il a été remplacé dans ce rôle par Amon, qui peut avoir surgi ailleurs. La popularité nationale et l'importance des dieux individuels ont fluctué de la même manière.
Les divinités avaient des interrelations complexes, qui reflétaient en partie l'interaction des forces qu'elles représentaient. Les Égyptiens regroupaient souvent les dieux pour refléter ces relations. L'une des combinaisons les plus courantes était une triade familiale composée d'un père, d'une mère et d'un enfant, qui étaient vénérés ensemble. Certains groupes avaient une grande importance. L'un de ces groupes, l'Ennéade, rassembla neuf divinités dans un système théologique impliqué dans les domaines mythologiques de la création, de la royauté et de l'au-delà.
Les relations entre les divinités pouvaient également s'exprimer dans le processus de syncrétisme, dans lequel deux ou plusieurs dieux différents étaient liés pour former une divinité composite. Ce processus était une reconnaissance de la présence d'un dieu « dans » un autre lorsque le second dieu assumait un rôle appartenant au premier. Ces liens entre les divinités étaient fluides et ne représentaient pas la fusion permanente de deux dieux en un seul ; par conséquent, certains dieux pouvaient développer de multiples connexions syncrétiques. Parfois, le syncrétisme combinait des divinités aux caractéristiques très similaires. À d'autres moments, il liait des dieux de natures très différentes, comme lorsque Amon, le dieu du pouvoir caché, était lié à Rê, le dieu du soleil. Le dieu résultant, Amon-Rê, a ainsi uni le pouvoir qui se cache derrière toutes choses avec la force la plus grande et la plus visible de la nature.
De nombreuses divinités pouvaient recevoir des épithètes qui semblent indiquer qu'elles étaient plus grandes que tout autre dieu, suggérant une sorte d'unité au-delà de la multitude de forces naturelles. Cela est particulièrement vrai de quelques dieux qui, à divers moments, ont atteint une grande importance dans la religion égyptienne. Ceux-ci comprenaient le dieu protecteur et dynastique Horus, le dieu-soleil Rê et la déesse-mère Isis. Pendant le Nouvel Empire (c. 1550 – 1070 av. J.-C.), Amon occupait ce poste. La théologie de l'époque décrivait en détail la présence d'Amon et sa domination sur toutes choses, de sorte que lui, plus que tout autre divinité, incarnait le pouvoir universel du divin.

### Cosmologie

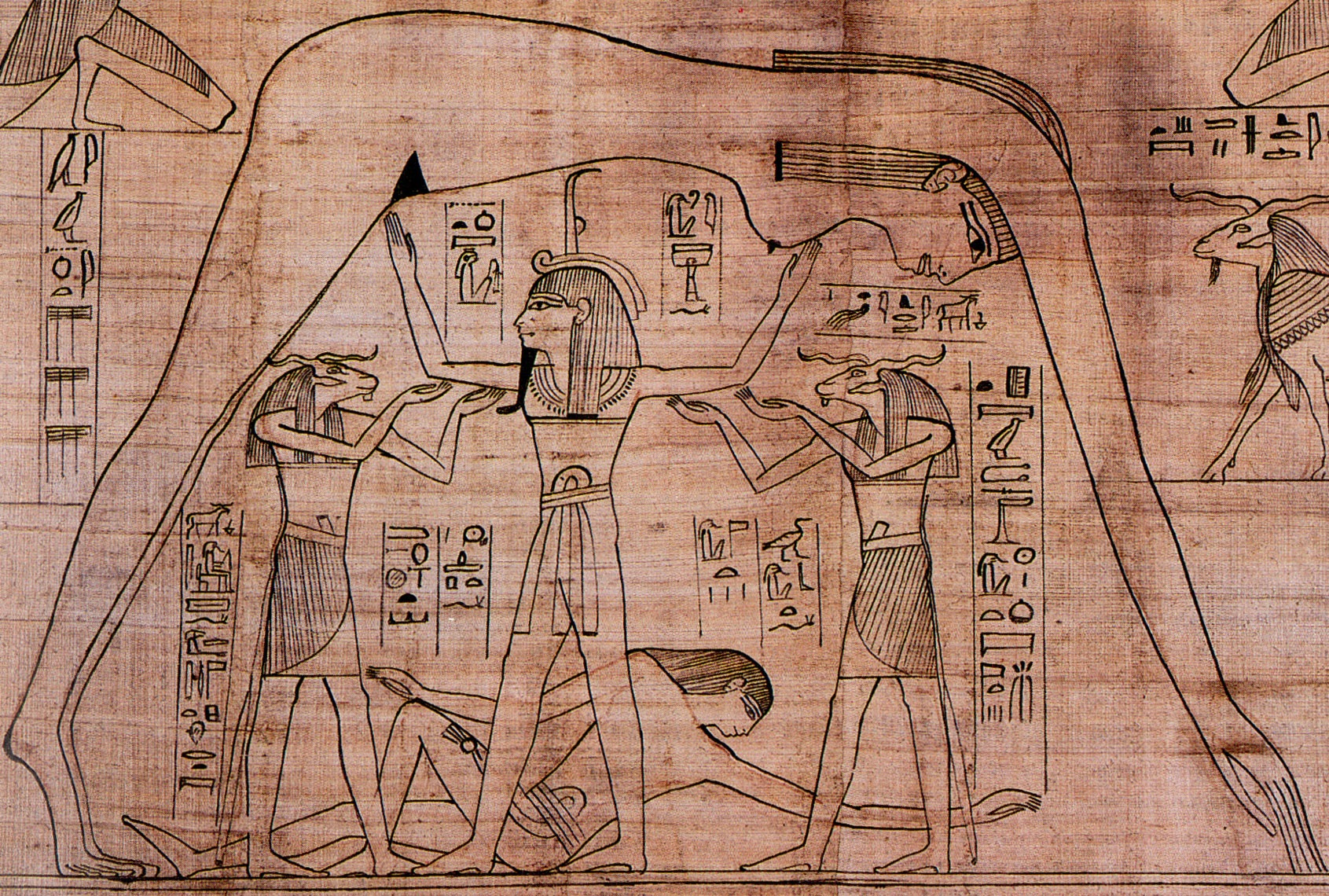
Le dieu de l'air Shou, assisté d'autres dieux, soutient Nout, le ciel, tandis que Geb, la terre, se trouve en dessous.

La conception égyptienne de l'univers était centrée sur la Maât, un mot qui englobe plusieurs concepts, dont « vérité », « justice » et « ordre ». C'était l'ordre fixe et éternel de l'univers, à la fois dans le cosmos et dans la société humaine, et était souvent personnifié par une déesse. Elle existait depuis la création du monde, et sans elle le monde perdrait sa cohésion. Dans la croyance égyptienne, Maât était constamment menacée par les forces du désordre, de sorte que toute la société était tenue de la maintenir. Sur le plan humain, cela signifiait que tous les membres de la société devaient coopérer et coexister ; au niveau cosmique, cela signifiait que toutes les forces de la nature - les dieux - devaient continuer à fonctionner en équilibre. Ce dernier objectif était au cœur de la religion égyptienne. Les Égyptiens cherchaient à maintenir Maât dans le cosmos en soutenant les dieux par des offrandes et en accomplissant des rituels qui évitaient le désordre et perpétuaient les cycles de la nature,.
La partie la plus importante de la vision égyptienne du cosmos était la conception du temps, qui était très concernée par le maintien du Maât. Tout au long du passage linéaire du temps, un schéma cyclique se reproduisait, dans lequel Maât était renouvelé par des événements périodiques qui faisaient écho à la création originale. Parmi ces événements figuraient la crue annuelle du Nil et la succession d'un roi à l'autre, mais le plus important était le voyage quotidien du dieu solaire Rê,.
En pensant à la forme du cosmos, les Égyptiens voyaient la terre comme une étendue de terre plate, personnifiée par le dieu Geb, sur laquelle s'arquait la déesse du ciel Nout. Les deux ont été séparés par Shou, le dieu de l'air. Sous la terre se trouvaient un monde souterrain et un sous-ciel parallèles, et au-delà des cieux s'étendait l'étendue infinie de Noun, le chaos, qui existait avant la création,. Les Égyptiens croyaient aussi en un endroit appelé la Douât, une région mystérieuse associée à la mort et à la renaissance, qui aurait pu se trouver dans le monde souterrain ou dans le ciel. Chaque jour, Rê parcourait la terre à travers le dessous du ciel, et la nuit il traversait la Douât pour renaître à l'aube.
Dans la croyance égyptienne, ce cosmos était habité par trois types d'êtres sensibles : l'un était les dieux ; un autre était les esprits des humains décédés, qui existaient dans le royaume divin et possédaient de nombreuses capacités des dieux ; les humains vivants constituaient la troisième catégorie, et le plus important d'entre eux était le pharaon, qui reliait les royaumes humain et divin.

### Royauté

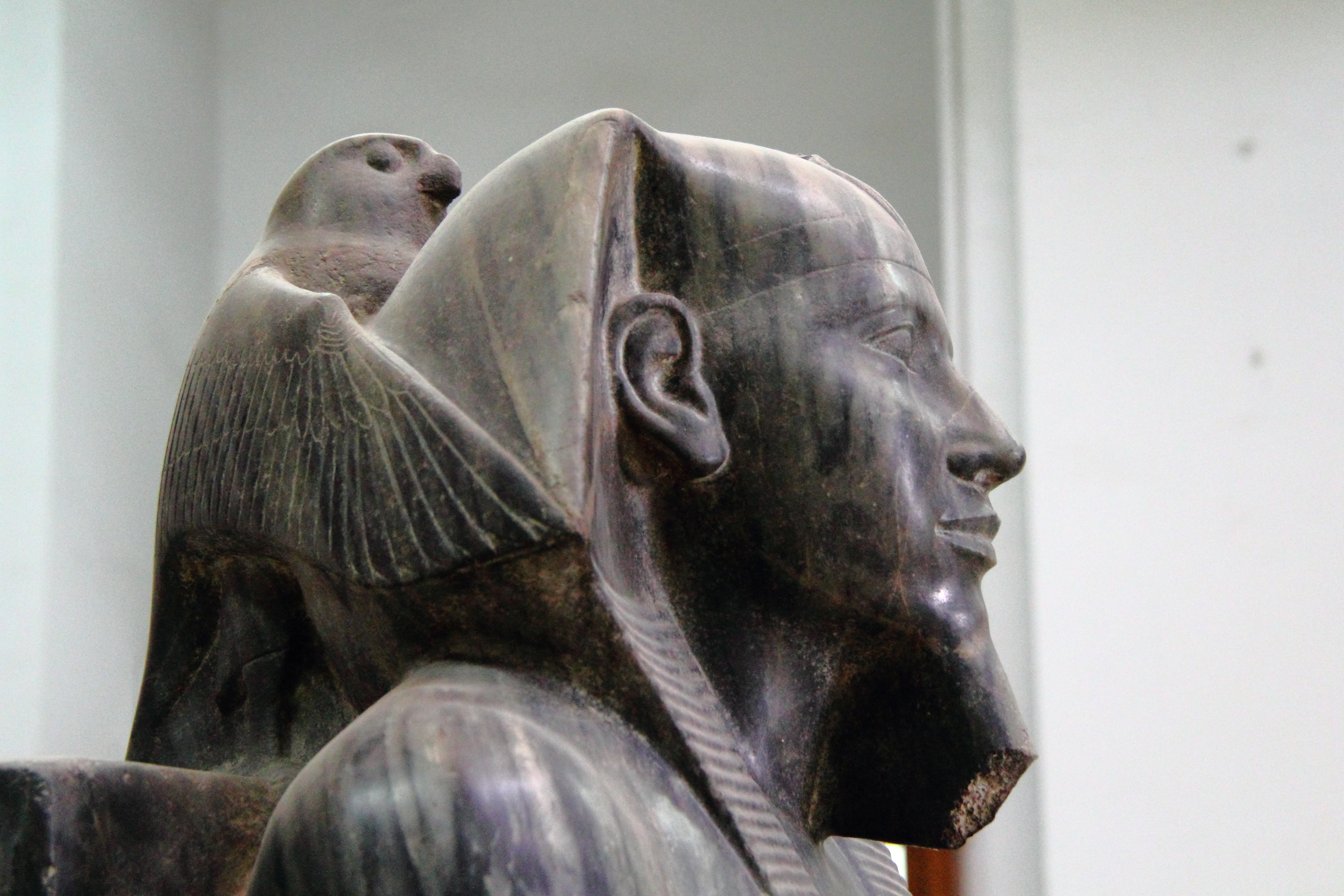
Statue de Khéphren, un pharaon de l' Ancien Empire, embrassé par Horus

Les égyptologues ont longtemps débattu dans quelle mesure le pharaon était considéré comme un dieu. Il semble très probable que les Égyptiens considéraient l'autorité royale elle-même comme une force divine. Ainsi, bien que les Égyptiens aient reconnu que le pharaon était humain et sujet à la faiblesse humaine, ils le considéraient simultanément comme un dieu, car le pouvoir divin de la royauté s'incarnait en lui. Il servait donc d'intermédiaire entre le peuple égyptien et les dieux. Il était la clé du maintien de Maât, à la fois en maintenant la justice et l'harmonie dans la société humaine et en soutenant les dieux avec des temples et des offrandes. Pour ces raisons, il supervisait toutes les activités religieuses de l'État. Cependant, l'influence et le prestige réels du pharaon pourraient différer de sa représentation dans les écrits et représentations officielles, et à partir de la fin du Nouvel Empire, son importance religieuse a considérablement diminué,.
Le roi était également associé à de nombreuses divinités spécifiques. Il était directement identifié à Horus, qui représentait la royauté elle-même, et il était considéré comme le fils de Ra, qui gouvernait et réglementait la nature comme le pharaon gouvernait et réglementait la société. Au Nouvel Empire, il était également associé à Amon, la force suprême du cosmos. À sa mort, le roi devenait pleinement déifié. Dans cet état, il était directement identifié à Ra, et était également associé à Osiris, dieu de la mort et de la renaissance et père mythologique d'Horus. De nombreux temples mortuaires étaient dédiés au culte des pharaons décédés en tant que dieux.

### Vie après la mort
Les Égyptiens avaient des croyances élaborées sur la mort et l'au-delà. Ils croyaient que les humains possédaient un ka, ou force vitale, qui quittait le corps au moment de la mort. Dans la vie, le ka recevait sa subsistance de la nourriture et de la boisson, on croyait donc que, pour durer après la mort, le ka devait continuer à recevoir des offrandes de nourriture, dont il pouvait encore consommer l'essence spirituelle. Chaque personne possédait également un ba, l'ensemble des caractéristiques spirituelles propres à chaque individu. À la différence du ka, le ba reste attaché au corps après la mort. Les rituels funéraires égyptiens avaient pour but de libérer le ba du corps afin qu'il puisse se déplacer librement, et de le rejoindre avec le ka afin qu'il puisse continuer à vivre comme un akh. Cependant, il était également important que le corps du défunt soit préservé, car les Égyptiens croyaient que le ba retournait dans son corps chaque nuit pour recevoir une nouvelle vie, avant d'émerger le matin sous la forme d'un akh.

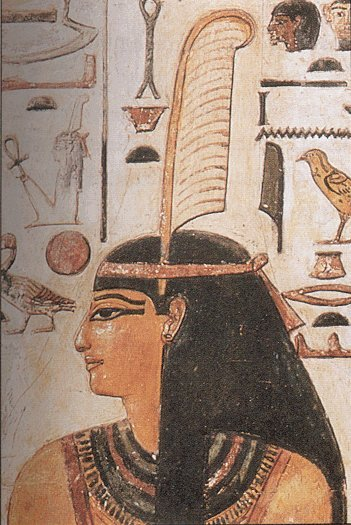
Maât portant la plume de la vérité

Dans les premiers temps, on croyait que le pharaon décédé montait au ciel et habitait parmi les étoiles. Au cours de l'Ancien Empire (vers 2686-2181 av. J.-C.), cependant, il est devenu plus étroitement associé à la renaissance quotidienne du dieu solaire Rê et au souverain du monde souterrain Osiris à mesure que ces divinités devenaient plus importantes.
Dans les croyances pleinement développées de l'au-delà du Nouvel Empire, l'âme devait éviter une variété de dangers surnaturels dans le Douat, avant de subir un jugement final, connu sous le nom de « pesée du cœur », effectuée par Osiris et par les évaluateurs de Maât. Dans ce jugement, les dieux comparaient les actions du défunt de son vivant (symbolisé par le cœur) à la plume de Maât, pour déterminer s'il s'était comporté conformément à Maât. Si le défunt était jugé digne, son ka et son ba étaient réunis en un akh. Plusieurs croyances coexistaient sur la destination de l’akh. On disait souvent que les morts habitaient le royaume d'Osiris, une terre luxuriante et agréable dans le monde souterrain. La vision solaire de l'au-delà, dans laquelle l'âme décédée voyageait avec Rê dans son voyage quotidien, était encore principalement associée à la royauté, mais pouvait également s'étendre à d'autres personnes. Au cours du Moyen et du Nouvel Empire, l'idée que l'akh pouvait également voyager dans le monde des vivants et, dans une certaine mesure, y affecter magiquement les événements, est devenue de plus en plus répandue.

### Atonisme
Au Nouvel Empire, le pharaon Akhenaton abolit le culte officiel des autres dieux au profit du disque solaire Aton. Ceci est souvent considéré comme le premier exemple de véritable monothéisme dans l'histoire, bien que les détails de la théologie atoniste ne soient toujours pas clairs et que la suggestion selon laquelle elle était monothéiste soit contestée. L'exclusion de tous les dieux sauf un du culte était un changement radical par rapport à la tradition égyptienne et certains voient Akhenaton comme un pratiquant de la monolâtrie ou de l'hénothéisme plutôt que du monothéisme, car il n'a pas nié activement l'existence d'autres dieux ; il s'est simplement abstenu d'en adorer d’autres qu'Aton. Sous les successeurs d'Akhenaton, l'Égypte est revenue à sa religion traditionnelle et Akhenaton lui-même a été vilipendé comme hérétique,.

## Écrits
Alors que les Égyptiens n'avaient pas d'écritures religieuses unifiées, ils ont produit de nombreux écrits religieux de divers types. Ensemble, les textes disparates fournissent une compréhension étendue, mais encore incomplète, des pratiques et croyances religieuses égyptiennes.

### Mythologie

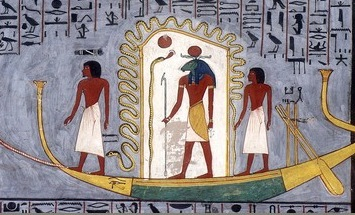
Rê (au centre) voyage à travers le monde souterrain dans sa barque, accompagné d'autres dieux

Les mythes égyptiens étaient des histoires métaphoriques[réf. nécessaire] destinées à illustrer et expliquer les actions et les rôles des dieux dans la nature. Les détails des événements qu'ils racontaient pouvaient changer pour transmettre différentes perspectives symboliques sur les mystérieux événements divins qu'ils décrivaient. De nombreux mythes existent dans des versions différentes et contradictoires. Les récits mythiques étaient rarement écrits intégralement, et le plus souvent les textes ne contiennent que des épisodes ou des allusions à un mythe plus large. La connaissance de la mythologie égyptienne provient donc principalement d'hymnes qui détaillent les rôles de divinités spécifiques, de textes rituels et magiques qui décrivent des actions liées à des événements mythiques, et de textes funéraires qui mentionnent les rôles de nombreuses divinités dans l'au-delà. Certaines informations sont également fournies par des allusions dans des textes profanes. Enfin, les Grecs et les Romains tels que Plutarque ont enregistré certains des mythes existant à la fin de l'histoire égyptienne.
Parmi les mythes égyptiens significatifs figuraient les mythes de la création. Selon ces histoires, le monde a émergé comme un espace sec dans l'océan primordial du chaos. Parce que le soleil est essentiel à la vie sur terre, le premier lever de Ra a marqué le moment de cette émergence. Différentes formes du mythe décrivent le processus de création de diverses manières : une transformation du dieu primordial Atoum en éléments qui forment le monde, comme le discours créateur du dieu intellectuel Ptah, et comme un acte du pouvoir caché d'Amon. Indépendamment de ces variations, l'acte de création représentait l'établissement initial de Maât et le modèle pour les cycles de temps ultérieurs.
Le plus important de tous les mythes égyptiens était le mythe d'Osiris. Il raconte l'histoire du souverain divin Osiris, qui a été assassiné par son frère jaloux Seth, un dieu souvent associé au chaos. La sœur et l'épouse d'Osiris, Isis l'a ressuscité pour qu'il puisse concevoir un héritier, Horus. Osiris est alors entré dans le monde souterrain et est devenu le souverain des morts. Une fois adulte, Horus a combattu et vaincu Seth pour devenir lui-même roi. L'association de Seth avec le chaos et l'identification d'Osiris et d'Horus comme les dirigeants légitimes ont fourni une justification à la succession pharaonique et ont dépeint les pharaons comme les défenseurs de l'ordre. Dans le même temps, la mort et la renaissance d'Osiris étaient liées au cycle agricole égyptien, dans lequel les cultures poussaient à la suite de l'inondation du Nil, et fournissaient un modèle pour la résurrection des âmes humaines après la mort.
Un autre motif mythique important était le voyage de Rê à travers la Douât chaque nuit. Au cours de ce voyage, Ra a rencontré Osiris, qui a de nouveau agi en tant qu'agent de régénération, de sorte que sa vie a été renouvelée. Il a également combattu chaque nuit avec Apophis, un dieu serpentin représentant le chaos. La défaite d'Apophis et la rencontre avec Osiris ont assuré le lever du soleil le lendemain matin, un événement qui a représenté la renaissance et la victoire de l'ordre sur le chaos.

### Textes rituels et magiques
Les procédures des rituels religieux étaient fréquemment écrites sur des papyrus, qui servaient d'instructions à ceux qui exécutaient le rituel. Ces textes rituels étaient conservés principalement dans les bibliothèques du temple. Les temples eux-mêmes sont également inscrits avec de tels textes, souvent accompagnés d'illustrations. Contrairement aux papyrus rituels, ces inscriptions ne se voulaient pas des instructions, mais visaient à perpétuer symboliquement les rituels même si, en réalité, les gens cessaient de les accomplir. Les textes magiques décrivent également des rituels, bien que ces rituels fassent partie des sorts utilisés pour des objectifs spécifiques dans la vie quotidienne. Malgré leur objectif banal, nombre de ces textes sont également originaires des bibliothèques des temples et ont ensuite été diffusés parmi la population.

### Hymnes et prières
Les Égyptiens ont produit de nombreuses prières et hymnes, écrits sous forme de poésie. Les hymnes et les prières suivent une structure similaire et se distinguent principalement par les objectifs qu'ils servent. Des hymnes ont été écrits pour louer des divinités particulières. Comme les textes rituels, ils étaient écrits sur des papyrus et sur les murs des temples, et ils étaient probablement récités dans le cadre des rituels qu'ils accompagnaient dans les inscriptions des temples. La plupart sont structurés selon une formule littéraire définie, conçue pour exposer la nature, les aspects et les fonctions mythologiques d'une divinité donnée. Ils ont tendance à parler plus explicitement de théologie fondamentale que les autres écrits religieux égyptiens, et sont devenus particulièrement importants au Nouvel Empire, une période de discours théologique particulièrement actif. Les prières suivent le même schéma général que les hymnes, mais s'adressent au dieu concerné d'une manière plus personnelle, demandant des bénédictions, de l'aide ou le pardon des actes répréhensibles. De telles prières sont rares avant le Nouvel Empire, indiquant que dans les périodes antérieures, une telle interaction personnelle directe avec une divinité n'était pas considérée comme possible, ou du moins était moins susceptible d'être exprimée par écrit. Elles sont principalement connues par des inscriptions sur des statues et des stèles laissées dans des sites sacrés comme offrandes votives.

### Textes funéraires

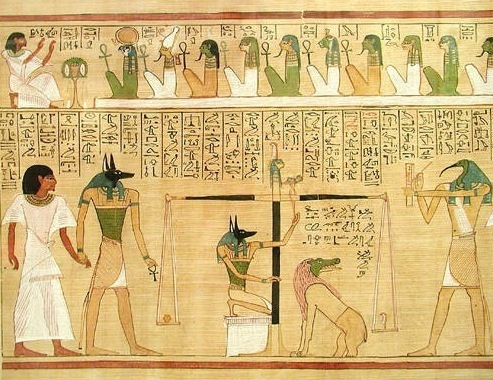
Section du Livre des Morts pour le scribe Hounefer, représentant la pesée du cœur.

Parmi les écrits égyptiens les plus importants et les mieux conservés figurent des textes funéraires conçus pour garantir que les âmes décédées atteignent une vie après la mort agréable. Les premiers d'entre eux sont les Textes des pyramides. Il s'agit d'une collection de centaines de sorts inscrits sur les murs des pyramides royales pendant l'Ancien Empire, destinés à fournir par magie aux pharaons les moyens de rejoindre la compagnie des dieux dans l'au-delà. Les sorts apparaissent dans des arrangements et des combinaisons différents, et peu d'entre eux apparaissent dans toutes les pyramides.
À la fin de l'Ancien Empire, un nouveau corps de sorts funéraires, qui comprenait du matériel des Textes des pyramides, a commencé à apparaître dans les tombes, inscrit principalement sur des cercueils. Cette collection d'écrits est connue sous le nom de Textes des sarcophages et n'était pas réservée à la royauté, mais figurait dans les tombes de fonctionnaires non royaux. Au Nouvel Empire, plusieurs nouveaux textes funéraires voient le jour, dont le plus connu est le Livre des morts. Contrairement aux livres précédents, il contient souvent de nombreuses illustrations ou vignettes. Le livre a été copié sur papyrus et vendu aux roturiers pour être placé dans leurs tombes.
Les textes des sarcophages comprenaient des sections avec des descriptions détaillées du monde souterrain et des instructions sur la façon de surmonter ses dangers. Au Nouvel Empire, ce matériau a donné naissance à plusieurs « livres de l'au-delà », dont le Livre des Portes, le Livre des cavernes et l'Amdouat. Contrairement aux collections de sorts, ces livres du monde souterrain sont des représentations structurées du passage de Rê à travers le Douât et, par analogie, du voyage de l'âme de la personne décédée à travers le royaume des morts. Ils étaient à l'origine limités aux tombes pharaoniques, mais au cours de la troisième période intermédiaire, ils sont devenus plus largement utilisés.

## Pratiques

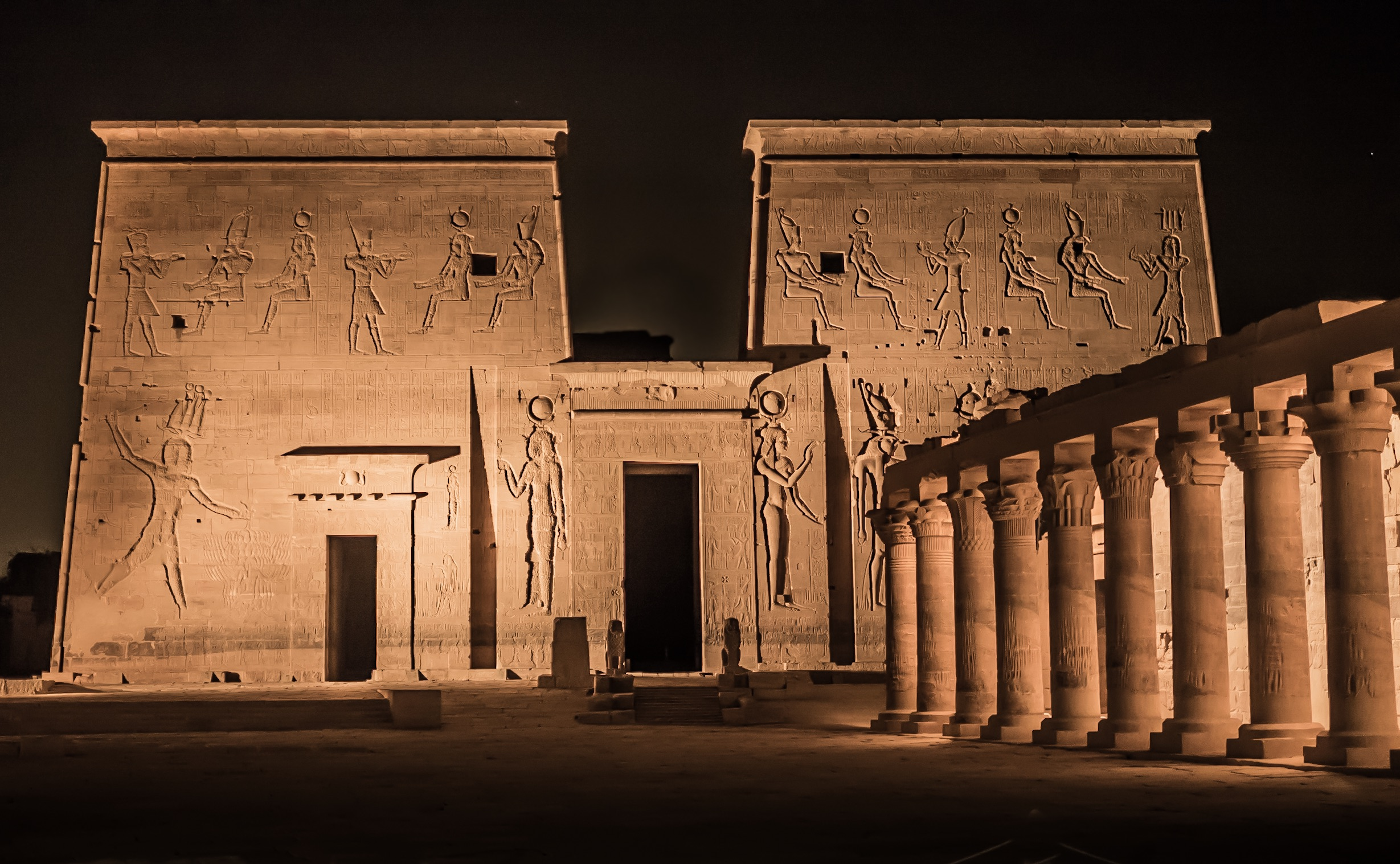
Premier pylône et colonnade du temple d'Isis à Philæ

### Temples
Les temples existaient depuis le début de l'histoire égyptienne, et à l'apogée de la civilisation, ils étaient présents dans la plupart de ses villes. Ils comprenaient à la fois des temples mortuaires pour servir les esprits des pharaons décédés et des temples dédiés aux dieux patrons, bien que la distinction soit floue car la divinité et la royauté étaient étroitement liées. Les temples n'étaient pas principalement destinés à être des lieux de culte pour la population en général, et les gens ordinaires avaient eux-mêmes un ensemble complexe de pratiques religieuses. Au lieu de cela, les temples gérés par l'État servaient de maisons aux dieux, dans lesquelles les images physiques qui leur servaient d'intermédiaires étaient soignées et pourvues d'offrandes. Ce service était considéré comme nécessaire pour soutenir les dieux, afin qu'ils puissent à leur tour maintenir l'univers lui-même. Ainsi, les temples étaient au cœur de la société égyptienne et de vastes ressources étaient consacrées à leur entretien, y compris à la fois des dons de la monarchie et de grands domaines qui leur étaient propres. Les pharaons les ont souvent agrandis dans le cadre de leur obligation d'honorer les dieux, de sorte que de nombreux temples ont atteint une taille énorme. Cependant, tous les dieux n'avaient pas de temples qui leur étaient dédiés, car de nombreux dieux qui étaient importants dans la théologie officielle ne recevaient qu'un culte minimal, et de nombreux dieux domestiques étaient au centre de la vénération populaire plutôt que du rituel du temple.
Les premiers temples égyptiens étaient de petites structures impermanentes, mais à travers l'Ancien et le Moyen Empire, leurs conceptions sont devenues plus élaborées et ils étaient de plus en plus construits en pierre. Durant le Nouvel Empire, une disposition de temple de base a émergé, qui avait évolué à partir d'éléments communs dans les temples de l'Ancien et du Moyen Empire. Avec des variantes, ce plan a été utilisé pour la plupart des temples construits depuis lors, et la plupart de ceux qui survivent aujourd'hui y adhèrent. Dans ce plan standard, le temple a été construit le long d'une voie processionnelle centrale qui menait à travers une série de cours et de salles jusqu'au sanctuaire, lequel contenait une statue du dieu du temple. L'accès à cette partie la plus sacrée du temple était réservé au pharaon et aux prêtres les plus haut placés. Le voyage de l'entrée du temple au sanctuaire était considéré comme un voyage du monde humain au royaume divin, un point souligné par le symbolisme mythologique complexe présent dans l'architecture des temples. Bien au-delà du bâtiment du temple proprement dit se trouvait le mur le plus extérieur. Entre les deux se trouvaient de nombreux bâtiments subsidiaires, y compris des ateliers et des zones de stockage pour répondre aux besoins du temple, et la bibliothèque où étaient conservés les écrits sacrés et les archives mondaines du temple, et qui servait également de centre d'apprentissage sur une multitude de sujets.
Théoriquement, c'était le devoir du pharaon d'accomplir les rituels du temple, car il était le représentant officiel de l'Égypte auprès des dieux. En réalité, les devoirs rituels étaient presque toujours exercés par des prêtres. Pendant l'Ancien et le Moyen Empire, il n'y avait pas de classe distincte de prêtres ; au lieu de cela, de nombreux fonctionnaires du gouvernement ont occupé ce poste pendant plusieurs mois de l'année avant de reprendre leurs fonctions laïques. Ce n'est qu'au Nouvel Empire que le sacerdoce professionnel s'est répandu, même si la plupart des prêtres de rang inférieur étaient à temps partiel. Tous étaient encore employés par l'État et le pharaon avait le dernier mot sur leurs nominations. Cependant, à mesure que la richesse des temples augmentait, l'influence de leurs sacerdoces augmentait, jusqu'à rivaliser avec celle du pharaon. Dans la fragmentation politique de la Troisième Période intermédiaire (vers 1070-664 av. J.-C.), les grands prêtres d'Amon à Karnak devinrent même les dirigeants effectifs de la Haute-Égypte. Le personnel du temple comprenait également de nombreuses personnes autres que les prêtres, comme des musiciens et des chanteurs lors des cérémonies du temple. À l'extérieur du temple se trouvaient des artisans et d'autres ouvriers qui aidaient à subvenir aux besoins du temple, ainsi que des agriculteurs qui travaillaient sur les domaines du temple. Tous étaient payés avec une partie des revenus du temple. Les grands temples étaient donc des centres d'activité économique très importants, employant parfois des milliers de personnes.
Les temples avaient également une fonction initiatique et les jeunes prêtres y apprenaient les subtilités de la théologie et la sagesse des Anciens. Ils étaient aussi des centres d'études astronomiques et, par le Per-Ânkh (signifiant maison de la vie), des centres d’études tout court où les scribes copiaient et commentaient les textes sacrés, sous la supervision du dieu Thot[réf. nécessaire].

### Rituels et fêtes officiels
La pratique religieuse de l'État comprenait à la fois les rituels du temple impliqués dans le culte d'une divinité et les cérémonies liées à la royauté divine. Parmi ces dernières, il y avait les cérémonies de couronnement et la Fête-Sed, un renouvellement rituel de la force du pharaon qui avait lieu périodiquement pendant son règne. Il y avait de nombreux rituels de temple, y compris des rites qui avaient lieu à travers le pays et des rites limités à des temples uniques ou aux temples d'un seul dieu. Certains étaient exécutés quotidiennement, tandis que d'autres avaient lieu annuellement ou à de rares occasions. Le rituel du temple le plus courant était la cérémonie d'offrande du matin, effectuée quotidiennement dans les temples à travers l'Égypte. Dans celui-ci, un prêtre de haut rang, ou parfois le pharaon, lavait, oignait et habillait minutieusement la statue du dieu avant de lui présenter des offrandes. Ensuite, lorsque le dieu avait consommé l'essence spirituelle des offrandes, les objets eux-mêmes étaient pris pour être distribués aux prêtres.
Les rituels du temple, ou festivals, moins fréquents, étaient nombreux, des dizaines se produisant chaque année. Ces fêtes impliquaient souvent des actions au-delà de simples offrandes aux dieux, telles que des reconstitutions de mythes particuliers ou la destruction symbolique des forces du désordre,. La plupart de ces événements n'étaient probablement célébrés que par les prêtres et n'avaient lieu qu'à l'intérieur du temple. Cependant, les festivals de temple les plus importants, comme la Fête d'Opet célébrée à Karnak, impliquaient généralement une procession transportant l'image du dieu hors du sanctuaire dans une barque modèle pour visiter d'autres sites importants, tels que le temple d'une divinité apparentée. Les roturiers se rassemblaient pour regarder la procession et recevaient parfois des portions des offrandes exceptionnellement importantes données aux dieux à ces occasions.

### Cultes d'animaux

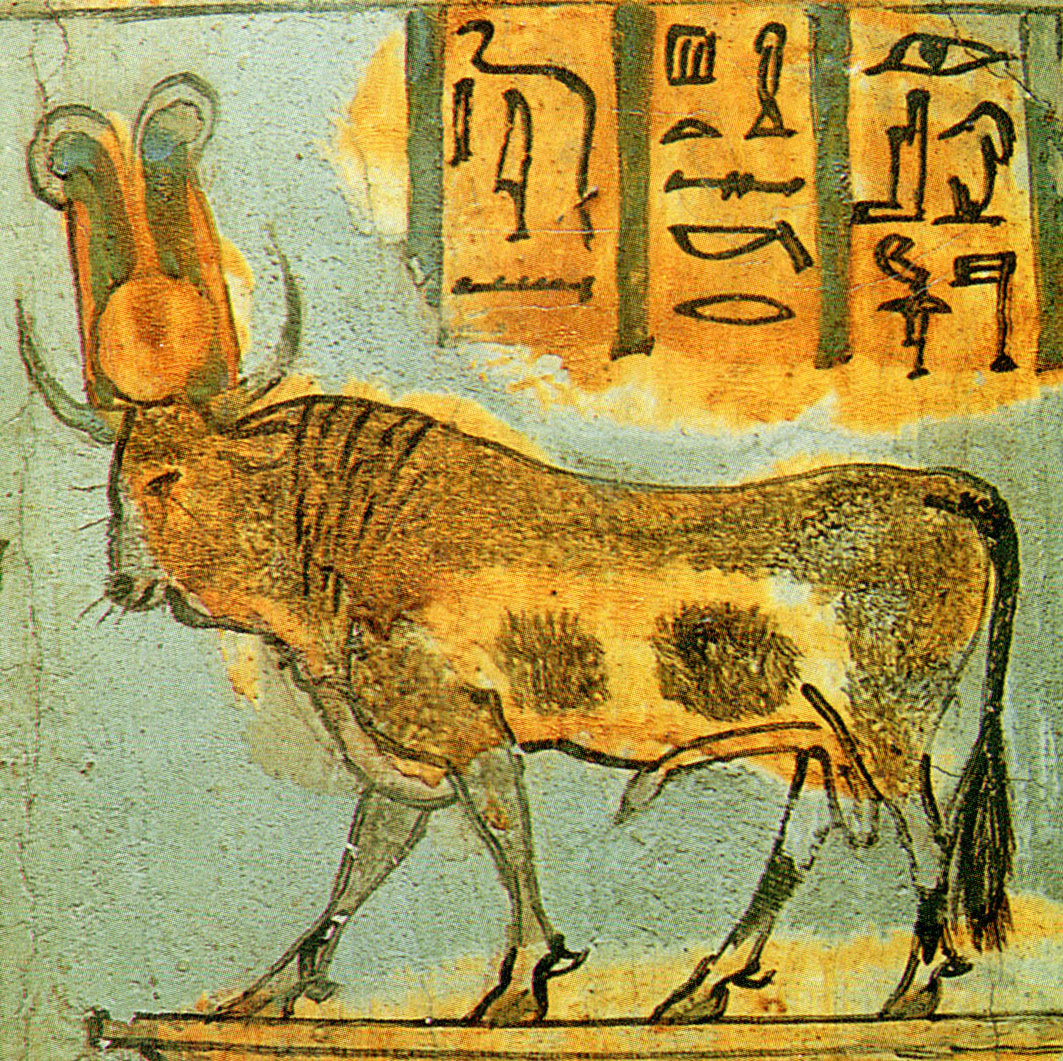
Le taureau Apis

Dans de nombreux sites sacrés, les Égyptiens adoraient des animaux individuels qu'ils croyaient être des manifestations de divinités particulières. Ces animaux ont été sélectionnés sur la base de marques sacrées spécifiques censées indiquer leur aptitude au rôle. Certains de ces animaux de cultes ont conservé leur position pour le reste de leur vie, comme le taureau Apis vénéré à Memphis comme une manifestation de Ptah. D'autres animaux ont été sélectionnés pour des périodes beaucoup plus courtes. Ces cultes sont devenus plus populaires plus tard, et de nombreux temples ont commencé à élever des stocks de ces animaux parmi lesquels choisir une nouvelle manifestation divine. Une pratique distincte s'est développée sous la XXVIe dynastie, lorsque les gens ont commencé à momifier tout membre d'une espèce animale particulière en offrande au dieu que l'espèce représentait. Des millions de chats, d'oiseaux et d'autres créatures momifiés ont été enterrés dans des temples honorant les divinités égyptiennes,. Les adorateurs ont payé les prêtres d'une divinité particulière pour obtenir et momifier un animal associé à cette divinité, et la momie a été placée dans un cimetière près du centre de culte du dieu.

### Oracles
Les Égyptiens utilisaient des oracles pour demander aux dieux des connaissances ou des conseils. Les oracles égyptiens sont connus principalement à l'époque du Nouvel Empire et après, bien qu'ils soient probablement apparus beaucoup plus tôt. Des gens de toutes classes, y compris le roi, posaient des questions aux oracles. Le moyen le plus courant de consulter un oracle était de poser une question à l'image divine alors qu'elle était portée dans une procession de fête et d'interpréter une réponse à partir des mouvements de la barque. D'autres méthodes comprenaient l'interprétation du comportement des animaux de culte, le tirage au sort ou la consultation de statues à travers lesquelles un prêtre parlait apparemment. Les moyens de discerner la volonté du dieu donnaient une grande influence aux prêtres qui parlaient et interprétaient son message.

### Religion populaire
Alors que les cultes d'État visaient à préserver la stabilité du monde égyptien, les laïcs avaient leurs propres pratiques religieuses qui se rapportaient plus directement à la vie quotidienne. Cette religion populaire a laissé moins de preuves que les cultes officiels, et parce que ces preuves ont été principalement produites par la partie la plus riche de la population égyptienne, on ne sait pas dans quelle mesure elles reflètent les pratiques de la population dans son ensemble.
La pratique religieuse populaire comprenait des cérémonies marquant des transitions importantes dans la vie. Celles-ci comprenaient la naissance, en raison du danger impliqué dans le processus, et le choix d’un nom, car le nom était considéré comme un élément crucial de l'identité d'une personne. Les plus importantes de ces cérémonies étaient celles qui entouraient la mort, car elles assuraient la survie de l'âme au-delà de celle-ci. D'autres pratiques religieuses ont cherché à discerner la volonté des dieux ou à rechercher leur connaissance. Celles-ci comprenaient l'interprétation des rêves, qui pouvaient être considérés comme des messages du royaume divin, et la consultation des oracles. Les gens ont également cherché à affecter le comportement des dieux à leur propre avantage par le biais de rituels magiques.
Les Égyptiens priaient également les dieux et leur faisaient des offrandes privées. Les preuves de ce type de piété personnelle sont rares avant le Nouvel Empire. Cela est probablement dû aux restrictions culturelles sur la représentation de l'activité religieuse non royale, qui se sont assouplies au cours du Moyen et du Nouvel Empire. La piété personnelle est devenue encore plus importante à la fin du Nouvel Empire, quand on croyait que les dieux intervenaient directement dans la vie des individus, punissant les malfaiteurs et sauvant les pieux du désastre. Les temples officiels étaient des lieux importants pour la prière et les offrandes privées, même si leurs activités centrales étaient fermées aux laïcs. Les Égyptiens donnaient fréquemment des biens à offrir à la divinité du temple et des objets inscrits avec des prières à placer dans les cours du temple. Souvent, ils priaient en personne devant des statues de temple ou dans des sanctuaires réservés à leur usage. Pourtant, en plus des temples, la population utilisait également des chapelles locales séparées, plus petites mais plus accessibles que les temples formels. Ces chapelles étaient très nombreuses et probablement tenues par des membres de la communauté. Les ménages, aussi, avaient souvent leurs propres petits sanctuaires à offrir aux dieux ou aux parents décédés.
Les divinités invoquées dans ces situations différaient quelque peu de celles au centre des cultes d'État. De nombreuses divinités populaires importantes, telles que la déesse de la fertilité Taouret et le protecteur de la maison Bès, n'avaient pas de temples à elles. Cependant, de nombreux autres dieux, dont Amon et Osiris, étaient très importants dans la religion populaire et officielle. Certains individus pouvaient être particulièrement dévoués à un seul dieu. Souvent, ils favorisaient les divinités affiliées à leur propre région ou à leur rôle dans la vie. Le dieu Ptah, par exemple, était particulièrement important dans son centre de culte de Memphis, mais en tant que patron des artisans, il a reçu la vénération nationale de beaucoup dans cette profession.

### Magie

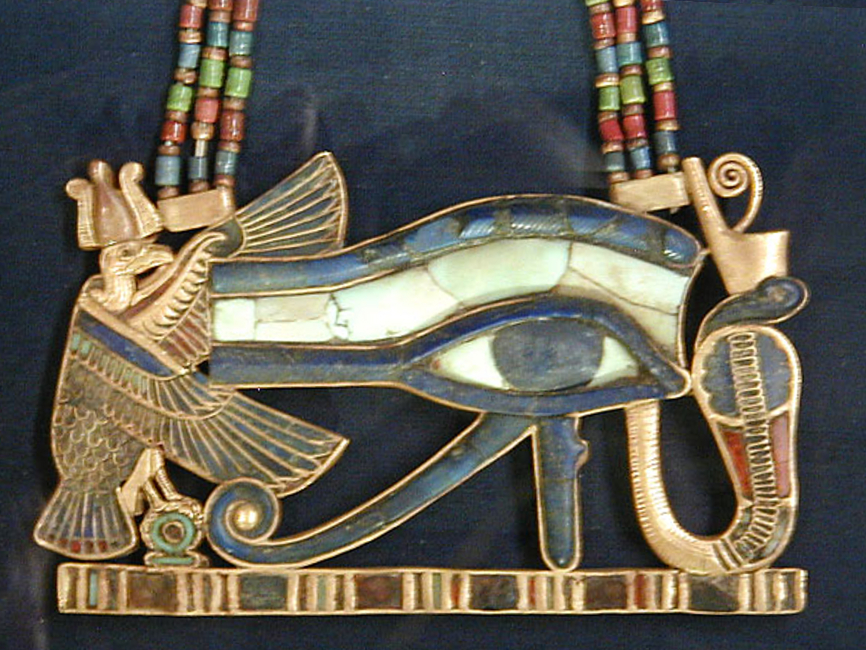
Amulette en forme d'Œil d'Horus, un symbole magique commun

Le mot « magie » est normalement utilisé pour traduire le terme égyptien heka, qui signifiait, comme le dit James P. Allen, « la capacité de faire bouger les choses par des moyens indirects ».
Heka était considérée comme un phénomène naturel, la force qui a été utilisée pour créer l'univers et que les dieux ont employée pour faire fonctionner leur volonté. Les humains pouvaient également l'utiliser, et les pratiques magiques étaient étroitement liées à la religion. En fait, même les rituels réguliers exécutés dans les temples étaient considérés comme magiques. Les individus utilisaient aussi fréquemment des techniques magiques à des fins personnelles. Bien que ces fins puissent être nuisibles à d'autres personnes, aucune forme de magie n'était considérée comme nuisible en soi. Au lieu de cela, la magie était principalement considérée comme un moyen pour les humains de prévenir ou de surmonter les événements négatifs.
La magie était étroitement associée au sacerdoce. Parce que les bibliothèques des temples contenaient de nombreux textes magiques, une grande connaissance magique était attribuée aux prêtres lecteurs, qui étudiaient ces textes. Ces prêtres travaillaient souvent à l'extérieur de leurs temples, louant leurs services magiques à des laïcs. D'autres professions employaient également couramment la magie dans le cadre de leur travail, notamment les médecins, les charmeurs de scorpions et les fabricants d'amulettes magiques. Il est également possible que la paysannerie ait utilisé la magie simple à ses propres fins, mais comme cette connaissance magique aurait été transmise oralement, les preuves en sont limitées.
La langue était étroitement liée à l' héka, à tel point que Thot, le dieu de l'écriture, était parfois considéré comme l'inventeur de l' héka. Par conséquent, la magie impliquait fréquemment des incantations écrites ou parlées, bien que celles-ci soient généralement accompagnées d'actions rituelles. Souvent, ces rituels invoquaient une divinité appropriée pour accomplir l'action souhaitée, utilisant le pouvoir de heka pour contraindre la divinité à agir. Parfois, cela impliquait de placer le pratiquant ou le sujet d'un rituel dans le rôle d'un personnage de la mythologie, incitant ainsi le dieu à agir envers cette personne comme il l'avait fait dans le mythe.
Les rituels employaient également la magie sympathique, en utilisant des objets censés avoir une ressemblance magiquement significative avec le sujet du rite. Les Égyptiens utilisaient aussi couramment des objets censés être imprégnés de leur propre heka, comme les amulettes magiquement protectrices portées en grand nombre par les Égyptiens ordinaires.

### Pratiques funéraires

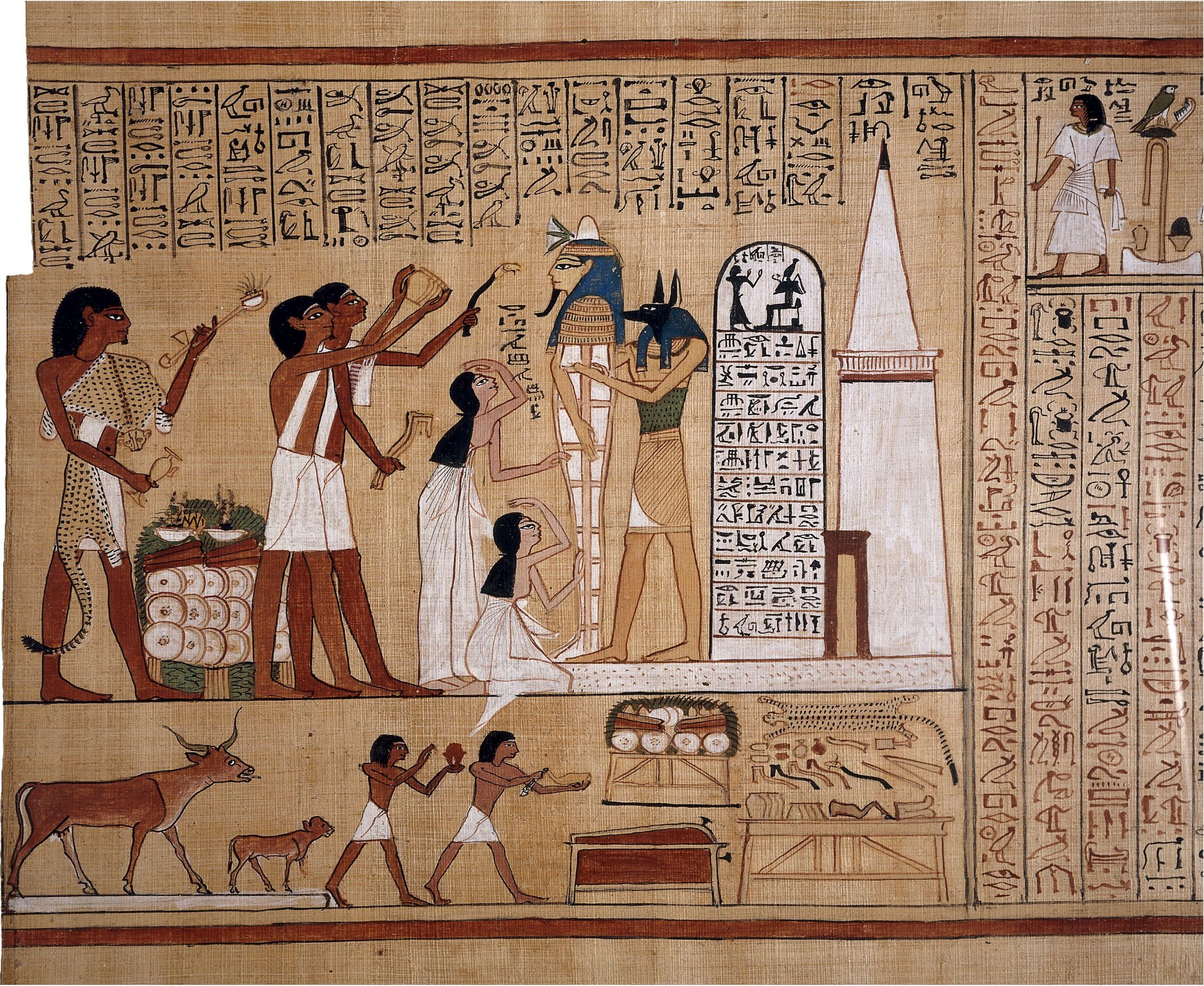
La cérémonie d'ouverture de la bouche se déroule devant la tombe

Considérée comme nécessaire à la survie de l'âme, la préservation du corps était au cœur des pratiques funéraires égyptiennes. À l'origine, les Égyptiens enterraient leurs morts dans le désert, où les conditions arides momifiaient naturellement le corps. Au début de la période dynastique, cependant, ils ont commencé à utiliser des tombes pour une plus grande protection, et le corps a été isolé de l'effet desséchant du sable et a été sujet à une décomposition naturelle. Ainsi, les Égyptiens ont développé leurs pratiques d'embaumement élaborées, dans lesquelles le cadavre était artificiellement desséché et enveloppé pour être placé dans son cercueil. La qualité du processus variait en fonction du coût, cependant, et ceux qui ne pouvaient pas se le permettre étaient toujours enterrés dans des tombes du désert.
Une fois le processus de momification terminé, la momie était transportée de la maison du défunt au tombeau lors d'un cortège funèbre qui comprenait ses parents et amis, ainsi qu'une variété de prêtres. Avant l'inhumation, ces prêtres accomplissaient plusieurs rituels, dont la cérémonie d'ouverture de la bouche destinée à redonner les sens au défunt et lui donner la possibilité de recevoir des offrandes. Par la suite, la momie a été enterrée et la tombe scellée. Ensuite, des parents ou des prêtres embauchés ont offert des offrandes de nourriture au défunt dans une chapelle mortuaire voisine à intervalles réguliers. Au fil du temps, les familles ont inévitablement négligé les offrandes aux parents décédés depuis longtemps, de sorte que la plupart des cultes mortuaires n'ont duré qu'une ou deux générations. Cependant, pendant que le culte durait, les vivants écrivaient parfois des lettres demandant de l'aide à des parents décédés, croyant que les morts pouvaient affecter le monde des vivants comme le faisaient les dieux.
Les premières tombes égyptiennes étaient des mastabas, des structures rectangulaires en briques où les rois et les nobles étaient ensevelis. Chacun d'eux contenait une chambre funéraire souterraine et une chapelle séparée au-dessus du sol pour les rituels mortuaires. Dans l'Ancien Empire, le mastaba s'est développé en pyramide, qui symbolisait le monticule primitif du mythe égyptien. Les pyramides étaient réservées à la royauté et étaient accompagnées de grands temples mortuaires assis à leur base. Les pharaons du Moyen Empire ont continué à construire des pyramides, mais la popularité des mastabas a décliné. De plus en plus, les roturiers disposant de moyens suffisants étaient enterrés dans des tombes taillées dans la roche avec des chapelles mortuaires séparées à proximité, une approche moins vulnérable au vol de tombes. Au début du Nouvel Empire, même les pharaons étaient enterrés dans de telles tombes, et elles ont continué à être utilisées jusqu'au déclin de la religion elle-même.
Les tombes pouvaient contenir une grande variété d'autres objets, y compris des statues du défunt pour remplacer le corps au cas où il serait endommagé. Parce qu'on croyait que le défunt devrait travailler dans l'au-delà, tout comme dans la vie, les enterrements comprenaient souvent de petits modèles d'humains pour faire le travail à la place du défunt. Les sacrifices humains trouvés dans les premières tombes royales étaient probablement destinés à servir le pharaon dans son au-delà.
Les tombes d'individus plus riches pouvaient également contenir des meubles, des vêtements et d'autres objets du quotidien destinés à être utilisés dans l'au-delà, ainsi que des amulettes et d'autres objets destinés à fournir une protection magique contre les dangers du monde des esprits. Une protection supplémentaire a été fournie par les textes funéraires inclus dans l'enterrement. Les murs de la tombe portaient également des œuvres d'art, telles que des images du défunt en train de manger de la nourriture censées lui permettre de recevoir cette nourriture par magie même après la fin des offrandes mortuaires.

## Histoire

### Périodes prédynastique et thinite

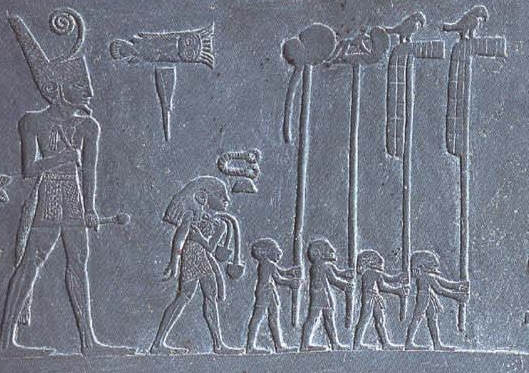
Narmer, un dirigeant prédynastique, accompagné d'hommes portant les étendards de divers dieux locaux

Les débuts de la religion égyptienne s'étendent jusqu'à la préhistoire, bien que les preuves ne proviennent que d'archives archéologiques clairsemées et ambiguës. Des enterrements soignés pendant la période prédynastique impliquent que les gens de cette époque croyaient en une certaine forme d'au-delà. Dans le même temps, les animaux étaient rituellement enterrés, une pratique qui peut refléter le développement de divinités zoomorphes comme celles trouvées dans la religion ultérieure. Les preuves sont moins claires pour les dieux sous forme humaine, et ce type de divinité peut avoir émergé plus lentement que ceux sous forme animale. Chaque région d'Égypte avait à l'origine sa propre divinité patronne, mais il est probable qu'au fur et à mesure que ces petites communautés se conquéraient ou s'absorbaient, le dieu de la région vaincue était soit incorporé dans la mythologie de l'autre dieu, soit entièrement subsumé par elle. Cela a abouti à un panthéon complexe dans lequel certaines divinités ne sont restées importantes que localement tandis que d'autres ont développé une signification plus universelle,.
Les données archéologiques ont suggéré que le système religieux égyptien avait des affinités culturelles étroites avec les populations d'Afrique de l'Est et provenait d'un substrat africain plutôt que de dériver des régions mésopotamiennes ou méditerranéennes,,.
La période thinite commence avec l'unification de l'Égypte vers 3000 av. J.-C. Cet événement a transformé la religion égyptienne, car certaines divinités ont atteint une importance nationale et le culte du divin pharaon est devenu le centre de l'activité religieuse. Horus a été identifié avec le roi et son centre de culte dans la ville égyptienne supérieure de Nekhen était parmi les sites religieux les plus importants de la période. Un autre centre important était Abydos, où les premiers souverains ont construit de grands complexes funéraires.

### Ancien et Moyen Empires
Au cours de l'Ancien Empire, les sacerdoces des principales divinités ont tenté d'organiser le panthéon national compliqué en groupes liés par leur mythologie et vénérés dans un seul centre de culte, comme l'Ennéade d'Héliopolis, qui reliait d'importantes divinités telles qu'Atoum, Ra, Osiris, et Seth dans un seul mythe de création. Pendant ce temps, les pyramides, accompagnées de grands complexes de temples mortuaires, ont remplacé les mastabas comme tombes des pharaons. Contrairement à la grande taille des complexes pyramidaux, les temples des dieux sont restés relativement petits, ce qui suggère que la religion officielle de cette période mettait davantage l'accent sur le culte du roi divin que sur le culte direct des divinités. Les rituels funéraires et l'architecture de cette époque ont grandement influencé les temples et les rituels plus élaborés utilisés pour adorer les dieux dans les périodes ultérieures.

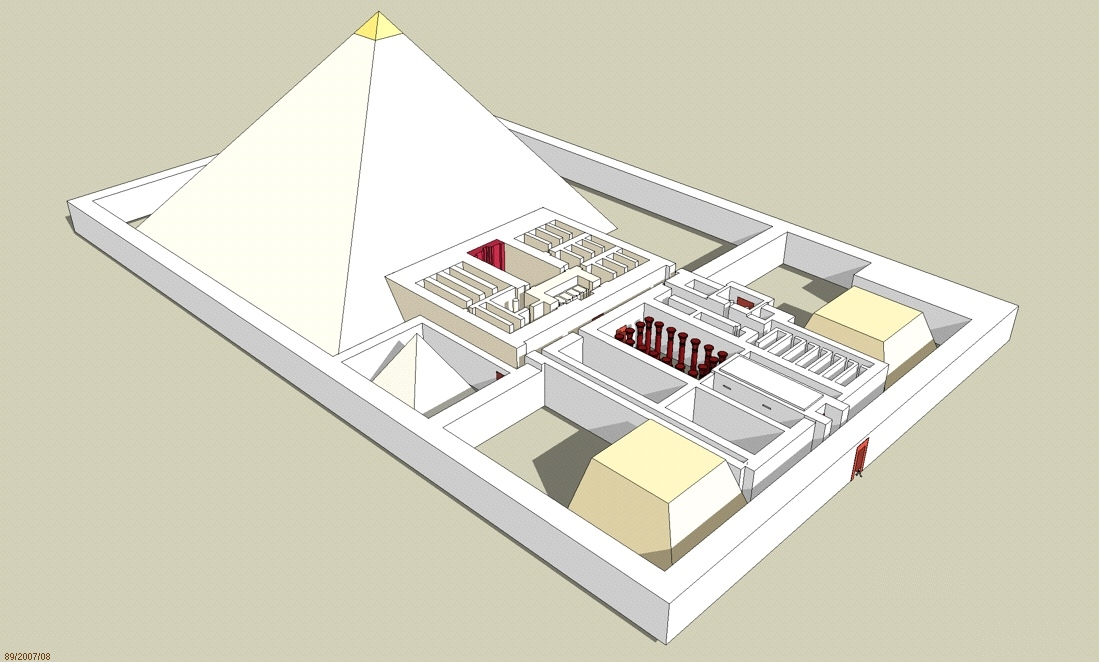
Le complexe pyramidal de Djedkarê Isési

Les anciens Égyptiens considéraient le soleil comme une puissante force vitale. Le dieu du soleil Rê avait été vénéré depuis la période dynastique précoce (3100 - 2686 avant notre ère), mais ce n'est qu'à l'Ancien Empire (2686 - 2181 avant notre ère), lorsque Rê est devenu la figure dominante du panthéon égyptien, que le culte du Soleil a pris le pouvoir. Au début de l'Ancien Empire, Rê a gagné en influence et son centre de culte à Héliopolis est devenu le site religieux le plus important du pays. À la Ve dynastie, Rê était le dieu le plus important d'Égypte et avait développé des liens étroits avec la royauté et l'au-delà qu'il a conservés pour le reste de l'histoire égyptienne. À peu près à la même époque, Osiris est devenu une importante divinité de l'au-delà. Les Textes des pyramides, écrits pour la première fois à cette époque, reflètent l'importance des concepts solaires et osiriens de l'au-delà, bien qu'ils contiennent également des vestiges de traditions beaucoup plus anciennes. Les textes sont une source extrêmement importante pour comprendre la théologie égyptienne primitive.
Des symboles tels que le « disque ailé » ont pris de nouvelles caractéristiques. À l'origine, le disque solaire avec les ailes d'un faucon était à l'origine le symbole d'Horus et était associé à son culte dans la ville de Behdet. Les cobras sacrés ont été ajoutés de part et d'autre du disque durant l'Ancien Empire. Le disque ailé avait une signification protectrice et a été trouvé sur les plafonds des temples et les entrées de cérémonie.
Au XXIIe siècle av. J.-C., l'Ancien Empire s'effondre dans le désordre de la Première Période intermédiaire. Finalement, les dirigeants de Thèbes ont réunifié la nation égyptienne durant le Moyen Empire (vers 2055-1650 av. J.-C.). Ces pharaons thébains ont d'abord promu leur dieu patron Montou, mais au cours du Moyen Empire, il a été éclipsé par la popularité croissante d'Amon. Dans ce nouvel État égyptien, la piété personnelle est devenue plus importante et s'est exprimée plus librement par écrit, une tendance qui s'est poursuivie au Nouvel Empire.

### Nouvel Empire
Le Moyen Empire s'est effondré au cours de la Deuxième Période intermédiaire (vers 1650-1550 av. J.-C.), mais le pays a de nouveau été réuni par les dirigeants thébains, qui sont devenus les premiers pharaons du Nouvel Empire. Sous le nouveau régime, Amon est devenu le dieu suprême de l'État. Il a été syncrétisé avec Ra, le patron de longue date de la royauté et son temple de Karnak à Thèbes est devenu le centre religieux le plus important d'Égypte. L'élévation d'Amon était en partie due à la grande importance de Thèbes, mais aussi au sacerdoce de plus en plus professionnel. Leur discussion théologique sophistiquée a produit des descriptions détaillées du pouvoir universel d'Amon,.
L'augmentation des contacts avec les peuples extérieurs au cours de cette période a conduit à l'adoption de nombreuses divinités du Proche-Orient dans le panthéon. Dans le même temps, les Nubiens subjugués ont absorbé les croyances religieuses égyptiennes et, en particulier, ont adopté Amon comme étant la leur.

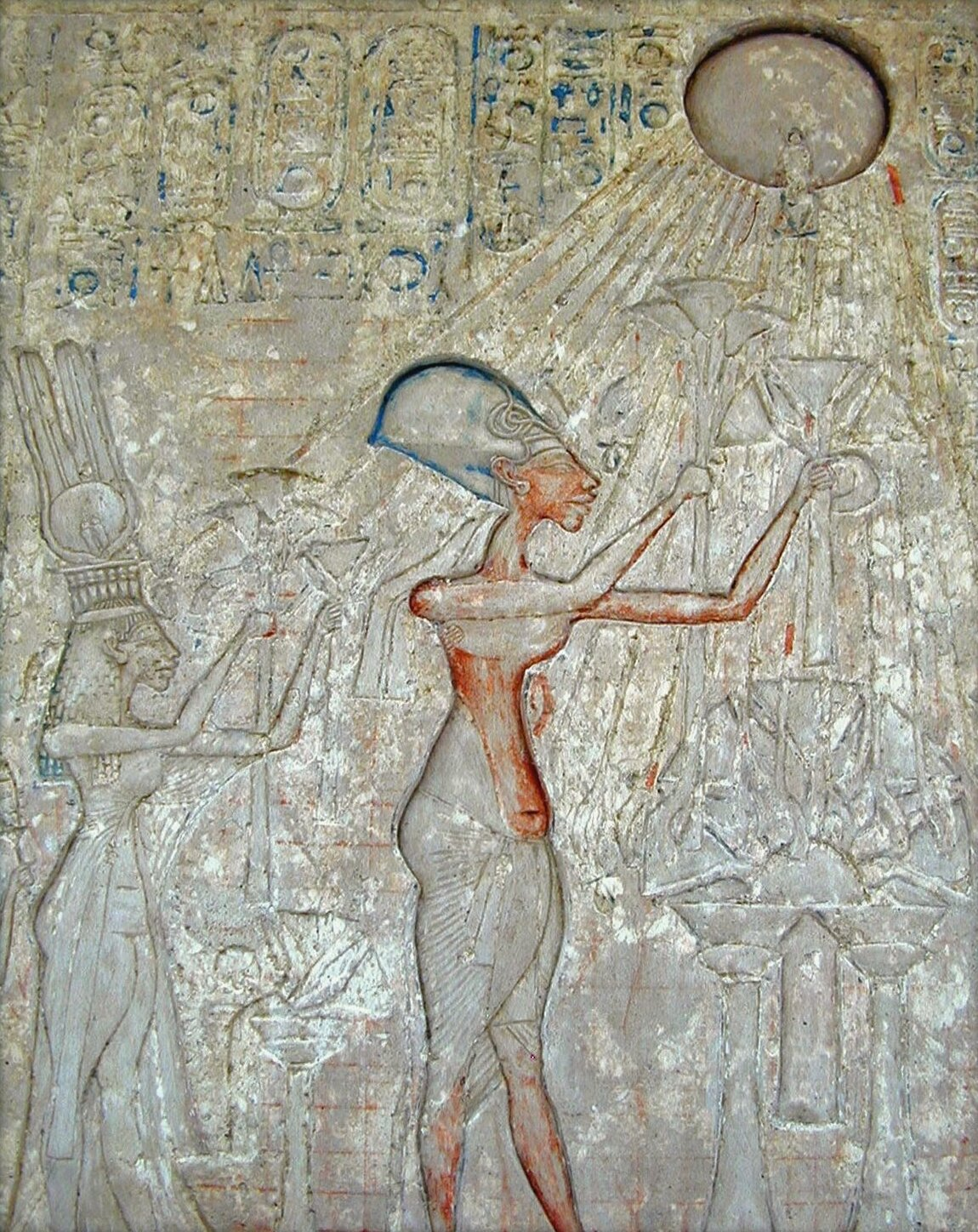
Akhenaton et sa famille adorant Aton

L'ordre religieux du Nouvel Empire a été perturbé lorsque Akhenaton a  remplacé Amon par Aton en tant que dieu de l'État. Finalement, il a éliminé le culte officiel de la plupart des autres dieux et a déplacé la capitale de l'Égypte dans une nouvelle ville à Amarna. Cette partie de l'histoire égyptienne, la période amarnienne, porte son nom. Ce faisant, Akhenaton revendiquait un statut sans précédent : lui seul pouvait adorer Aton, et la population dirigeait son culte vers lui. Le système atoniste manquait de mythologie bien développée et de croyances de l'au-delà, et l'Aton semblait distant et impersonnel, de sorte que le nouvel ordre n'attirait pas les Égyptiens ordinaires. Ainsi, beaucoup ont probablement continué à adorer les dieux traditionnels en privé. Néanmoins, le retrait du soutien de l'État aux autres divinités a gravement perturbé la société égyptienne. Les successeurs d'Akhenaton ont restauré le système religieux traditionnel et ils ont finalement démantelé tous les monuments atonistes.
Avant la période amarnienne, la religion populaire s'était orientée vers des relations plus personnelles entre les fidèles et leurs dieux. Les changements d'Akhenaton avaient inversé cette tendance, mais une fois la religion traditionnelle restaurée, il y a eu un contrecoup. La population a commencé à croire que les dieux étaient beaucoup plus directement impliqués dans la vie quotidienne. Amon, le dieu suprême, était de plus en plus considéré comme l'arbitre final du destin humain, le véritable souverain de l'Égypte. Le pharaon était donc plus humain et moins divin. L'importance des oracles comme moyens de prise de décision a augmenté, tout comme la richesse et l'influence des interprètes des oracles, la prêtrise. Ces tendances ont sapé la structure traditionnelle de la société et ont contribué à l'effondrement du Nouvel Empire .

### Périodes ultérieures

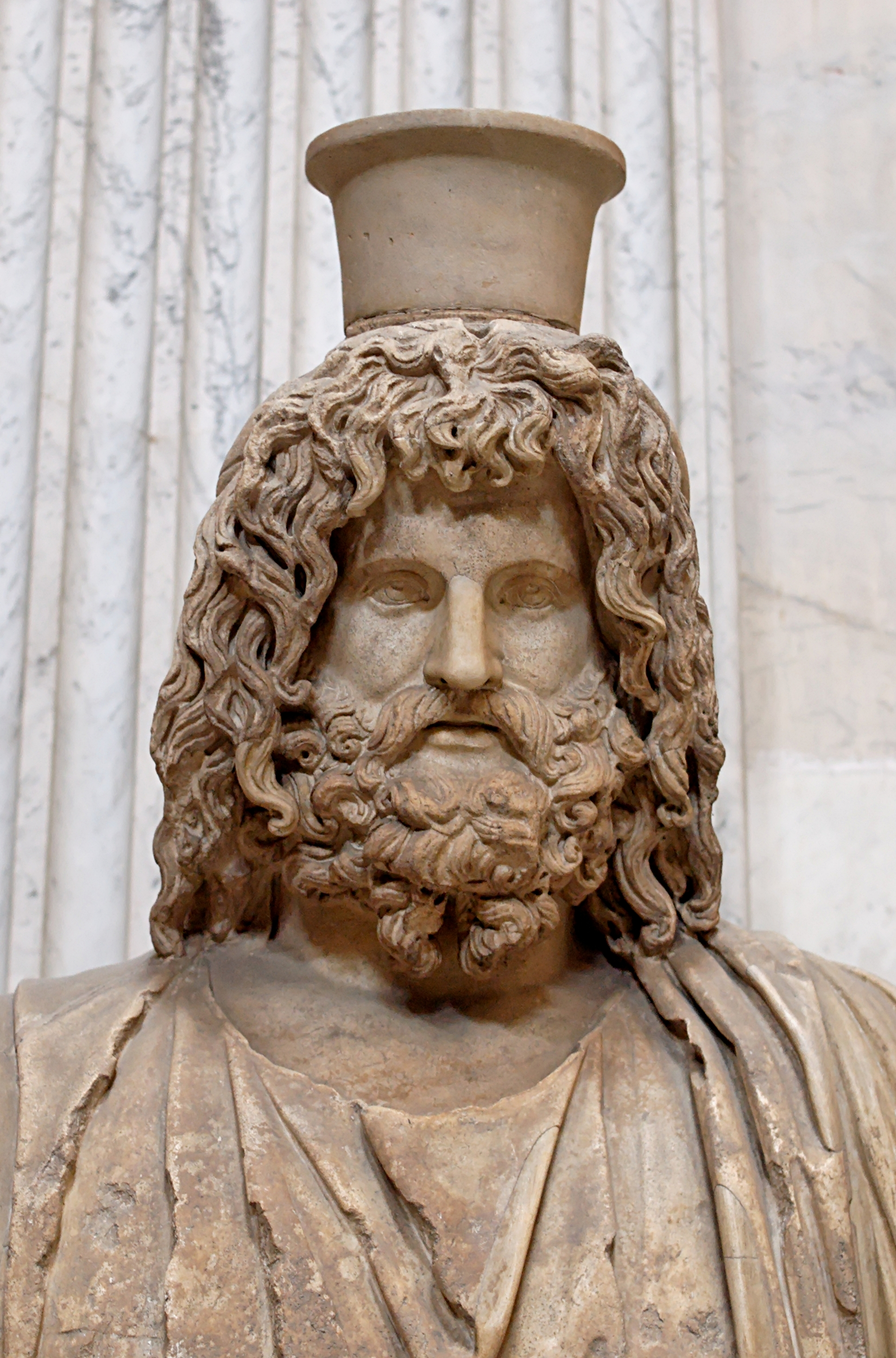
Sérapis

Au Ier millénaire avant notre ère, l'Égypte était nettement plus faible qu'auparavant et, à plusieurs reprises, des étrangers se sont emparés du pays et ont assumé la position de pharaon. L'importance du pharaon a continué de décliner et l'accent mis sur la piété populaire a continué d'augmenter. Les cultes des animaux, une forme de culte typiquement égyptienne, sont devenus de plus en plus populaires à cette époque, peut-être en réponse à l'incertitude et à l'influence étrangère de l'époque. Isis est devenue plus populaire en tant que déesse de la protection, de la magie et du salut personnel, et est devenue la déesse la plus importante d'Égypte.
Au IVe siècle av. J.-C., l'Égypte devint un royaume hellénistique sous la dynastie ptolémaïque (305-30 av. J.-C.), qui assuma le rôle pharaonique, conservant la religion traditionnelle et construisant ou reconstruisant de nombreux temples. La classe dirigeante grecque du royaume a identifié les divinités égyptiennes avec les leurs. De ce syncrétisme interculturel a émergé Sarapis, un dieu qui a combiné Osiris et Apis avec des caractéristiques de divinités grecques, et qui est devenu très populaire parmi la population grecque. Néanmoins, pour la plupart, les deux systèmes de croyance sont restés séparés et les divinités égyptiennes sont restées égyptiennes.
Les croyances de l'époque ptolémaïque ont peu changé après que l'Égypte soit devenue une province de l'Empire romain en 30 av. J.-C., les rois ptolémaïques étant remplacés par des empereurs lointains. Le culte d'Isis a séduit même les Grecs et les Romains en dehors de l'Égypte, et sous une forme hellénisée, il s'est répandu dans tout l'empire. En Égypte même, à mesure que l'empire s'affaiblissait, les temples officiels tombaient en décadence et, sans leur influence centralisatrice, la pratique religieuse se fragmentait et se localisait. Pendant ce temps, le christianisme s'est répandu dans toute l'Égypte et, aux troisième et quatrième siècles de notre ère, les édits des empereurs chrétiens et l'Iconoclasme des chrétiens locaux ont érodé les croyances traditionnelles. Alors qu'elle a persisté parmi la population pendant un certain temps, la religion égyptienne s'est lentement estompée.

### Héritage
La religion égyptienne a produit les temples et les tombes qui sont les monuments les plus durables de l'Égypte ancienne, mais elle a également influencé d'autres cultures. À l'époque pharaonique, nombre de ses symboles, tels que le sphinx et le disque solaire ailé, ont été adoptés par d'autres cultures à travers la Méditerranée et le Proche-Orient, tout comme certaines de ses divinités, telles que Bès . Certaines de ces connexions sont difficiles à retracer. Le concept grec d' Élysée peut provenir de la vision égyptienne de l'au-delà. À la fin de l'Antiquité, la conception chrétienne de l'Enfer a très probablement été influencée par certaines des images du Douat. Les croyances égyptiennes ont également influencé ou donné naissance à plusieurs systèmes de croyances ésotériques développés par les Grecs et les Romains, qui considéraient l'Égypte comme une source de sagesse mystique. L'hermétisme, par exemple, dérive de la tradition de la connaissance magique secrète associée à Thot.

#### Temps modernes

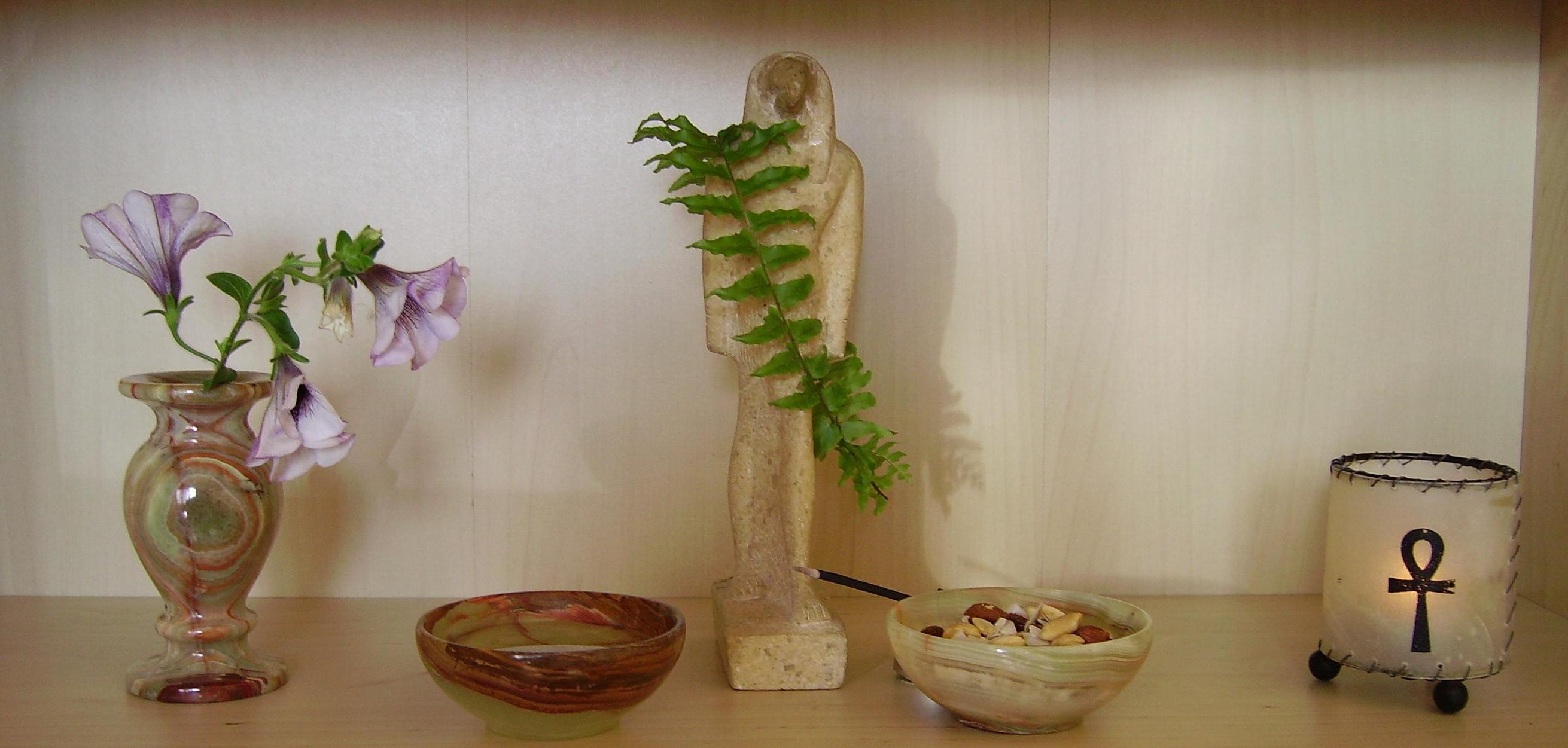
Autel de Thot d'un adepte kémétique

Des traces d'anciennes croyances sont restées dans les traditions folkloriques égyptiennes jusqu'aux temps modernes, mais leur influence sur les sociétés modernes s'est considérablement accrue avec la campagne française en Égypte et en Syrie en 1798 et leur vision des monuments et des images. À la suite de cela, les Occidentaux ont commencé à étudier de première main les croyances égyptiennes, et les motifs religieux égyptiens ont été adoptés dans l'art occidental,. La religion égyptienne a depuis eu une influence significative dans la culture populaire. En raison de l'intérêt continu pour les croyances égyptiennes, à la fin du XXe siècle, plusieurs nouveaux groupes religieux sous le terme général de kémitisme ou netjerisme se sont formés sur la base de différentes reconstructions de la religion égyptienne antique.

## Lectures complémentaires
- Willy Clarysse, Antoon Schoors, Harco Willems et Jan Quaegebeur, Egyptian Religion: The nom Thousand années: Studies Dedicated to the Memory of Jan Quaegebeur, Peeters, 1998 (ISBN 90-429-0669-3, lire en ligne).
- Geraldine Harris, John Sibbick et David O'Connor, Gods and Pharaohs from Egyptian Mythology, Bedrick, 1992 (ISBN 0-87226-907-8, lire en ligne ).
- George Hart, Egyptian Myths, University of Texas Press, coll. « Legendary Past », 1997 (ISBN 0-292-72076-9, lire en ligne ).
- Marsha Hill, Gifts for the gods: images from Egyptian temples, New York, The Metropolitan Museum of Art, 2007 (ISBN 9781588392312, lire en ligne)
- Geraldine Pinch, Egyptian Mythology: A Guide to the Gods, Goddesses, and Traditions of ancient Egypt, Oxford University Press, 2004 (ISBN 0-19-517024-5).
- R Schulz et M Seidel, Egypt: The World of the Pharaohs, Cologne, Könemann, 1998 (ISBN 3-89508-913-3).
- Bibliographie analytique des religions de l’Égypte (1939-1943) (cinquième article) dans Revue de l'histoire des religions, Année 1947, 133-1-3, p. 162-180.
- Philosophies d'ailleurs. Volume 2 : Les pensées hébraïques, arabes, persanes et égyptiennes, sous la direction de Roger-Pol Droit, Éditions Hermann, 2009.